# Recupero crediti
Recupero crediti (Lizard Lick Towing) è un programma televisivo statunitense che in Italia va in onda su DMAX a partire dal 2015. Ritrae le avventure della vita quotidiana della compagnia di rimozioni Lizard Lick Towing nelle zone rurali della città di Wendell, situata in Carolina del Nord. La serie televisiva nasce come docu-drama ed è uno spin-off del programma statunitense All Worked Up. 
Nonostante il programma sia "romanzato", la rete statunitense TruTV ha dichiarato che la serie ritrae situazioni caratteristiche della vita reale, a differenza di altre trasmissioni televisive che secondo essa "coinvolgono contesti oppure altri eventi di grande messa in scena". Inoltre, la Lizard Lick Towing è una compagnia di rimozioni realmente esistente a Wendell. Lo show è noto per i combattimenti e le frequenti risse che si svolgono nel corso dei recuperi della compagnia. Dopo la 4ª stagione la serie viene cancellata
Durante il promo D-Max viene detto che la Lizard Lick Towing & Recovery si trova in Oklahoma mentre essa si trova a Wendell North Carolina.

## Trama
La Lizard Lick Towing è una compagnia di rimozioni e di recupero della città di Wendell, situata in Carolina del Nord. Essa è gestita dal Presidente della compagnia Ronnie Shirley, il quale è aiutato dalla moglie e Vice Presidente Amy Shirley e dall'amico Bobby Brantley. Ronnie e Bobby, autisti dei carri attrezzi, utilizzati per rimuovere ogni genere di veicolo, vengono spesso ostacolati dai proprietari dei mezzi, i quali spesso si danno al turpiloquio o addirittura vengono alle mani pur di evitarne il recupero.

## Cast

### Personaggi principali
- Ronnie Shirley (stagione 1–in corso)
È un ex giocatore di football americano e Presidente della Lizard Lick Towing. È lui ad occuparsi della rimozione dei mezzi e nel corso dei sequestri più complicati è talvolta costretto a prestare soccorso a Bobby.

Dopo il litigio con Bobby ed aver provato a fare un recupero con la moglie Amy è stato accoltellato.
- Amy Shirley (stagione 1–in corso)
È una ex lottatrice di MMA e Vice Presidente della Lizard Lick Towing. Lavora come centralinista e spesso è costretta a placare le frequenti risse che si svolgono nella sede della compagnia. In diverse circostanze si unisce anche a Ronnie e Bobby nel recupero dei veicoli.
- Bobby Brantley (stagione 1–in corso)
È un grande amico di Ronnie e dipendente presso la Lizard Lick Towing. Agisce sempre da "esca" ed è spesso coinvolto nelle frequenti risse che si svolgono con i proprietari dei veicoli da sequestrare.

### Personaggi secondari
Nella serie sono presenti anche personaggi ricorrenti che, pur non essendo apparsi nel cast regolare, hanno partecipato a diversi episodi interagendo con i personaggi principali della serie.
- Big Juicy
È una delle dipendenti della Lizard Lick. La donna fu assunta solo perché riuscì a stendere Bobby. È un'amica di Bernice di Rimozione Forzata, un altro programma di DMAX.
- David Louis "Krazy Dave" Eckler
Meccanico, è talvolta chiamato "KD"
- Cassie
È la ex fidanzata di Bobby e spesso induce quest'ultimo a tradire la fiducia di Ronnie
- Johnny Reynolds
Cugino di Ronnie, talvolta contribuisce nello svolgimento dei recuperi. Tradisce la sua fiducia facendo delle avance ad Amy
- Lou
Dipendente della Lizard Lick Towing
- Earl
Dipendente della Lizard Lick Towing, viene licenziato in seguito ad un furto.
- Micky Visser
È la ex fidanzata di Bobby.
- Grace
È un'impiegata in ufficio della Lizard Lick